# Scandinavian Link
Scandinavian Link var ett förslag på 1980-talet från flera större företag om hur man kunde förbättra transportvägarna mellan Skandinaviens länder och Tyskland samt länder söderut. Det fanns förslag till system av vägar, motorvägar, broar och tunnlar för att reducera tidsavståndet mellan Oslo och Tyskland. I Scandinavian Link fanns påtryckningar för Öresundsbron, Hallandsåstunneln och utbyggnaden av E6 genom Sverige till motorväg, vilket färdigställdes år 2015.
En person som brukade synas som förespråkare för Scandinavian Link var Pehr G. Gyllenhammar.